# The Blood Arm
The Blood Arm ist eine 2003 gegründete vierköpfige Alternative-Rock-Band aus Los Angeles, Kalifornien. Im Jahr 2004 wurde sie für den LA Weekly Music Award als Best New Artist in 2004 nominiert. Anfang 2012 ist die Band nach Berlin umgezogen.
Die Band war bisher unter anderem Vorgruppe von Franz Ferdinand und Maxïmo Park. Besonders erstere erwähnte die Band oft in Interviews und trugen so zu deren Bekanntheit bei.

## Diskografie

### Alben
- 2005: Bomb Romantics (Eigenvertrieb)
- 2006: Lie Lover Lie (City Rockers)
- 2011: Turn and Face Me (Snowhite)
- 2013: Infinite Nights (RIP Ben Lee Records)[3]

### EPs
- 2010: All My Love Songs (Snowhite)

### Singles
- 2005: Do I Have Your Attention? (Loog)
- 2005: Say Yes (City Rockers)
- 2006: Suspicious Character (City Rockers)
- 2007: Angela (City Rockers)
- 2011: Relentless Love (Snowhite)